# Административно деление на Малта
Административното деление на Малта се състои от общини (малт. Il-Kunsilli Lokali) и действа от 1993.
Общините са 68, от които 54 на остров Малта и 14 на остров Гозо. Остров Камино принадлежи към община Айнсиелем, област Гозо и Комино е без постоянно население.

## Списък на общините
- Малта:

1. Атард (Attard)
2. Балзан (Balzan)
3. Биргу (Birgu)
4. Биркиркара (Birkirkara)
5. Бирзебуга (Birz̀ebbug̀a)
6. Бормла (Bormla)
7. Дингли (Dingli)
8. Фгура (Fgura)
9. Флориана (Floriana)
10. Гудя (Gudja)
11. Гзира (Gz̀ira)
12. Гархур (Għarħur)
13. Гашак (Għaxaq)
14. Хамрун (Ħamrun)
15. Иклин (Iklin)
16. Исла (Isla)
17. Калкара (Kalkara)
18. Киркоп (Kirkop)
19. Лия (Lija)
20. Лука (Luqa)
21. Малта (Malta)
22. Марсаскала (Marsaskala)
23. Марсашлок (Marsaxlokk)
24. Мдина (Mdina)
25. Меллиха (Mellieħa)
26. Мгар (Mg̀arr)
27. Моста (Mosta)
28. Мкаба (Mqabba)
29. Мсида (Msida)
30. Мтарфа (Mtarfa)
31. Нашар (Naxxar)
32. Паола (Paola)
33. Пемброке (Pembroke)
34. Пита (Pieta)
35. Корми (Qormi)
36. Кренди (Qrendi)
37. Рабат (Rabat)
38. Сафи (Safi)
39. Сан Джилиян (San G̀iljan)
40. Сан Гуан (San G̀wann)
41. Сан Пол ил-Бахар (San Pawl il-Baħar)
42. Санта Лучия (Santa Luc̀ija)
43. Санта Венера (Santa Venera)
44. Сидживи (Sig̀g̀ievi)
45. Слима (Sliema)
46. Суики (Swieqi)
47. Та'Шбиш (Ta' Xbiex)
48. Таршин (Tarxien)
49. Валета (Valleta)
50. Шгаяра (Xgħajra)
51. Забар (Z̀abbar)
52. Зебудж (Z̀ebbug̀)
53. Зейтун (Z̀ejtun)
54. Зурик (Z̀urrieq)

- Гозо:

1. Фонтана (Fontana)
2. Гайнсилем (Għajnsielem)
3. Гарб (Għarb)
4. Гасри (Għasri)
5. Керчем (Kerc̀em)
6. Муншар (Munxar)
7. Надур (Nadur)
8. Кала (Qala)
9. Рабат (Rabat)
10. Сан Лауренс (San Lawrenz)
11. Санат (Sannat)
12. Сагра (Sagħra)
13. Шелкия (Xelkija)
14. Зебудж – Гадеш (Z̀ebbug&#768 – Għawdex)